# Битва на Лопасне
Битва на Лопасне — сражение в ходе восстания Болотникова, в котором повстанцы, возглавляемые Истомой Пашковым и Прокопием Ляпуновым, одержали победу над царскими полками под предводительством князя Владимира Васильевича Кольцова-Мосальского. Последний был послан правительством Василия Шуйского против повстанцев после взятия ими Серпухова. Несмотря на поражение, понесённое накануне войсками Болотникова в битве под Калугой, под знамёна восставших продолжали стекаться всё новые и новые люди, в том числе некоторые дворяне Рязанской и Тульской земли, возглавляемые Прокопием Ляпуновым. Повстанцы продолжили движение на Москву. Кольцов-Мосальский видимо избрал Лопасню как естественный оборонительный рубеж. К северо-востоку от Серпухова на берегах Лопасни произошла битва, в которой повстанцы наголову разбили царские войска. Однако Кольцову-Мосальскому с частью своих людей удалось присоединиться к стоявшим на реке Пахре царским отрядам, которыми командовал молодой воевода Михаил Скопин-Шуйский. Этому войску удалось через несколько дней одержать победу над болотниковцами в битве на Пахре, хотя и она не смогла предотвратить наступление повстанцев на Москву и осаду столицы.